# Harwanne
Die Harwanne Compagnie de participations industrielles et financières SA, mit Sitz in Genf, ist eine Schweizer Beteiligungsgesellschaft. Sie hält derzeit nach Veräusserung ihrer wichtigsten Beteiligung keine wesentlichen operative Geschäftsbereiche mehr. Auf ihrem Höhepunkt um die Jahrtausendwende wies Harwanne einen konsolidierten Mitarbeiterbestand von knapp 5'300 Angestellten sowie einen konsolidierten Umsatz von 776 Millionen Schweizer Franken aus. Harwanne ist an der Schweizer Börse SIX Swiss Exchange kotiert.
Herzstück der Harwanne-Beteiligungen war bis zu Beginn der Desinvestitionsphase Ende 2005 die französische Nord Est SA, an der Harwanne eine Mehrheitsbeteiligung von bis zu knapp 90 Prozent der Stimmen hielt. Unter dieser waren verschiedene Tochtergesellschaften in die drei Geschäftsbereiche Verpackungen für Luxusgüter und Gesundheitsprodukte, Mineralien und Minen sowie elektrische Bauelemente organisiert. Im Zuge einer Straffung ihrer Konzernstruktur veräusserte Nord Est im Oktober 2005 ihre Tochtergesellschaft DAM Denain-Anzin Minéraux und im Dezember 2006 ihre Tochtergesellschaft Apem. Harwanne seinerseits verkaufte im Dezember 2006 ihre Mehrheitsbeteiligung an Nord Est.

## Unternehmensdaten
|                                      | 2000      | 2001      | 2002    | 2003    | 2004 1            | 2005 1            | 2006 1          | 2007 1    |
| ------------------------------------ | --------- | --------- | ------- | ------- | ----------------- | ----------------- | --------------- | --------- |
| Umsatz (in Mio. CHF)                 | 758,525   | 776,040   | 704,969 | 735,594 | 691,490 (558,954) | 552,418 (452,119) | 477,845 (0,778) | 0,642     |
| Nettogewinn (in Mio. CHF)            | 53,568    | 7,247     | −6,172  | 13,942  | −1,006 (−0,374)   | 17,620            | 45,946          | 47,167    |
| Bilanzsumme (in Mio. CHF)            | 1'121,560 | 1'057,210 | 740,910 | 786,862 | 706,167 (666,742) | 583,239 (587,919) | 596,218         | 285,869   |
| Mitarbeiterzahl (Jahresdurchschnitt) | 4’803     | 5’272     | 4’752   | 4’829   | 4'506 (4'050)     | 4'934 (3'789)     | 3'711 (2'850)   | 3'162 (1) |

1 Konsolidierte Zahlen, wie sie im entsprechenden Geschäftsjahr im Geschäftsbericht veröffentlicht wurden. In Klammern rückwirkend angepasste Zahlen unter Berücksichtigung nur noch der fortgeführten Geschäftsbereiche: 2004 ohne DAM Denain-Anzin Minéraux, im Oktober 2005 veräussert; 2005 ohne Apem SA, im Dezember 2006 veräussert; 2006 ohne Nord Est SA, im Dezember 2007 veräussert